# Walter Riesgo
Walter Riesgo Larraz (* 4. Juli 1952; † 27. Juli 2014 in Montevideo) war ein uruguayischer Politiker.
Walter Riesgo, der der Partido Colorado und deren Comité Ejecutivo Nacional angehörte, hatte zwischen 1989 und 1994 ein Mandat als Abgeordneter für das Departamento Rivera in der Cámara de Representantes inne. Nach seiner Wahl im Jahr 1994 trat er am 15. Februar 1995 das Amt des Intendente von Rivera an. In dieser Funktion wirkte er bis zu seinem Rücktritt am 1. Oktober 1995. Bei den Wahlen in Uruguay 1999 wurde er in die Cámara de Senadores gewählt. Auf parteipolitischer Ebene führte Riesgo die Lista 123 "Todo por Rivera" an und war Mitglied von "Vamos Uruguay". Er verstarb nach im Vormonat diagnostizierter, schwerer Krankheit im 63. Lebensjahr.